# Schulzentrum am Wört
Das Schulzentrum am Wört verbindet als Schulzentrum eine Realschule und eine Werkrealschule in Tauberbischofsheim im Main-Tauber-Kreis in Baden-Württemberg.

## Geschichte

### Teilschulen vor Ort
Das Schulzentrum am Wört ging aus den beiden folgenden, ehemals eigenständigen Vorgängerschulen hervor:

#### Riemenschneider-Realschule Tauberbischofsheim

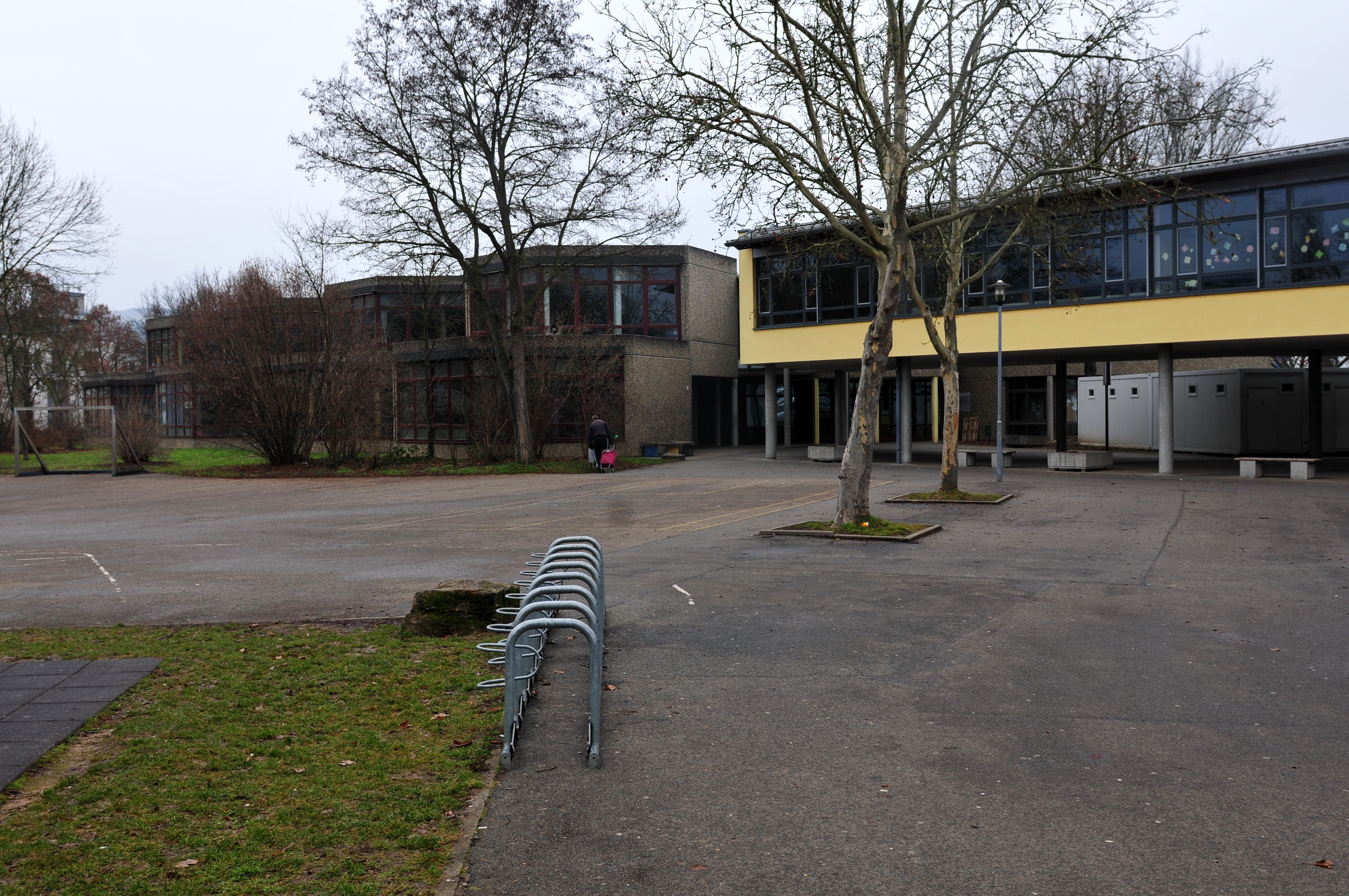
Links der inzwischen abgerissene Altbau der einstigen Riemenschneider-Realschule; in der Mitte ein Verbindungsbau zur damaligen Werkrealschule, 2014

Die Vorläuferschulen der späteren Realschule gingen auf Bestrebungen des Bürgertums im 18. und 19. Jahrhundert zurück. Bis 1964 wurde die Schule als Mittelschule bezeichnet, weil sie sich in der Abstufung der Schultypen zwischen Gymnasium und Hauptschule befand. Im Jahre 1965 wurde die Schule in Realschule umbenannt.
Die bis zuletzt unter eigenständiger Schulleitung geführte Riemenschneider-Realschule Tauberbischofsheim ging im Jahre 2014 im Schulzentrum am Wört auf.

#### Pestalozzi-Werkrealschule Tauberbischofsheim
Die Schule entwickelte sich von einer Volksschule über eine Hauptschule zur Werkrealschule. Die bis zuletzt unter eigenständiger Schulleitung geführte Pestalozzi-Werkrealschule Tauberbischofsheim (davor Pestalozzi-Hauptschule Tauberbischofsheim) ging 2014 im Schulzentrum am Wört auf.

#### Christophorus-Schule Tauberbischofsheim
Die Christophorus-Schule Tauberbischofsheim war einst eine sogenannte Förderschule und wird heute als Sonderpädagogisches Bildungs- und Beratungszentrum (SBBZ) mit dem Förderschwerpunkt Lernen bezeichnet. Ab dem Schuljahr 2021/2022 wird die Christophorus-Schule in einem bis Ende 2020 errichteten Erweiterungsbau des Schulzentrums am Wört untergebracht, jedoch unter eigenständiger Schulleitung.
Derzeit ist die Christophorus-Schule (SBBZ) mit dem Förderschwerpunkt Lernen für die Jahrgangsstufen 1 bis 9 übergangsweise auf dem Tauberbischofsheimer Laurentiusberg (ehemalige Kurmainz-Kaserne) untergebracht.

### Schulzentrum am Wört
Seit dem Schuljahr 2014/2015 besteht in Tauberbischofsheim der Schulverbund Schulzentrum am Wört. In diesem werden die Schulzweige ehemals selbstständigen Riemenschneider-Realschule und der Pestalozzi-Werkrealschule in Kooperation von einer gemeinsamen Schulleitung geführt. Bereits zuvor bestand zwischen der Pestalozzi-Werkrealschule und der Riemenschneider-Realschule eine enge Zusammenarbeit inklusive einem Kooperationsmodell. So konnte beispielsweise ein Schüler der Werkrealschule, der sehr gut in Mathematik oder den naturwissenschaftlichen Fächern war, am Unterricht in der Riemenschneider-Realschule teilnehmen und dort in diesem Fach seinen Abschluss machen. Die Stundenpläne der beiden Schulen wurden dahingehend bereits vor der Einführung des Schulverbunds aufeinander abgestimmt.
In drei Bauabschnitten wurde das Schulzentrum am Wört saniert oder erweitert: Der erste Bauabschnitt umfasste die ehemalige Pestalozzi-Werkrealschule. Hier entstanden 34 Unterrichtsräume, Räume für die Schulverwaltung und eine Vielzahl an Gruppen- und Nebenräumen. Dazu kamen Kosten für den zeitweisen Umzug der Schule, vorübergehende Klassenzimmer in Containern und eine externe Heizung in Höhe von 1 Million Euro. Der zweite Bauabschnitt umfasste den Abriss der Riemenschneider-Realschule und den Bau des Fachraumriegels. Im dritten Bauabschnitt wurde das Gebäude der Förderschule durch einen Neubau ersetzt und ein Ganztagesbereich gebaut. Für rund 25 Millionen Euro entstand so ein gemeinsamer Schulcampus.
2019 erhielt die Stadt Tauberbischofsheim aus einem Fördertopf 600.000 Euro, um für das Schulzentrum bis Ende 2020 einen 40 auf 40 Meter großen Erweiterungsbau zu errichten. Darin sollen auf rund 2500 Quadratmetern Fläche der Ganztagesbereich und das Sonderpädagogische Bildungs- und Beratungszentrum (SBBZ) (auch bekannt als Christophorus-Förderschule Tauberbischofsheim) mit sechs Klassenräumen, sechs Gruppenräumen, Fachräumen und Aufenthaltsraum, Lehrer- und Verwaltungsbereich sowie Sanitärräume, Mensa mit Ausgabeküche und Nebenräumen, zwei Musikräumen, Bibliothek, und Gruppenräume untergebracht werden.

### Schulleitung
Folgende Personen waren Schulleiter der Vorgängerschulen:
| Amtszeit  | Schulleiter         |
| --------- | ------------------- |
| ?–2003    | Robert Weniger      |
| 2003–2011 | Harald Breunig      |
| 2011–2014 | Petra Folger-Schwab |

| Amtszeit | Schulleiter      |
| -------- | ---------------- |
| ?–2014   | Christian Wamser |

Folgende Personen waren Schulleiter des Schulzentrums am Wört seit dessen Gründung zum Schuljahr 2014/2015:
| Amtszeit  | Schulleiter      |
| --------- | ---------------- |
| Seit 2014 | Christian Wamser |

## Schularten und Schulabschlüsse
In getrennten Zügen werden die Schüler zum Hauptschulabschluss beziehungsweise zum Mittleren Bildungsabschluss der Werkrealschule oder zum Mittleren Bildungsabschluss der Realschule (Mittlere Reife) geführt.

## Schulleben und Besonderheiten
Beim Schulzentrum am Wört bestehen folgende Angebote im Schulleben, Besonderheiten und sonstige Schwerpunkt im Schulverbund:
- Programme des Sozialen Lernens
- Eliteschule des Sports und Kooperation mit dem Fecht-Club Tauberbischofsheim beim einstigen Olympiastützpunkt Tauberbischofsheim und heutigen Bundesstützpunkt Fechten
- Bläserklasse in den Jahrgangsstufen 5 und 6
- Kooperationen mit der Wirtschaft
- Vielfältiges außerunterrichtliches Angebot im Schulverbund